# Бруна Соареш
Бруна Беатріз Бенітеш Соареш або просто Бруна Соареш (порт.-браз. Bruna Beatriz Benites Soares / Bruna Benites; нар. 16 жовтня 1985, Куяба, Мату-Гросу, Бразилія) — бразильська футболістка, захисниця клубу «Інтернасьйонал» та національної збірної Бразилії.

## Клубна кар'єра
Футбольну кар'єру розпочала 2007 року в бразильському клубі «Мішту» з Куяби. У 2008 році разом з командою стала переможницею жіночого кубку Меркосул. У листопаді того ж року перебралася до «Комерсіаля». Проте особливих футбольних досягень у клубі не мала, оскільки сконцентрувала увагу на навчанні. У 2011 році на прохання матері повернулася до футболу й розпочала виступати за «Фож Катаратаж», з яким двічі виграв Лігу Паранаенсу (2011-2012) та стала володарем Кубку Бразилії 2011 року.
У 2013 році приєдналася до «Сан-Жозе», разом з яким 2014 року вигравала Лігу Пауліста, Кубок Лібертадорес та Клубний чемпіонат світу. За період свого перебування в «Ірандубі» стала чемпіонкою Амазонії
У липні 2016 року підписала 1-річний контракт з норвезьким «Авальдснесом».
30 листопада 2016 року підписала контракт з «Г'юстон Даш». 8 лютого 2018 року «Г'юстон Даш» відмовився від її послуг.
У 2018 році перейшла до китайського клубу «Гуандунь Гудзінь», разом з яким виграла Другий дивізіон чемпіонату Китаю.
У червні 2019 року підписала контракт з «Інтернасьйоналем».

## Кар'єра в збірній
У футболці національної збірної Бразилії дебютувала на Олімпіаді 2012 року в Лондоні. Отримала жовту картку в поєдинку проти Великої Британії та в програному чветьфінальному матчі проти Японії. У травні 2015 року капітан національної збірної Бруна отримала травму передньої хрестоподібної зв’язки, через що пропустила чемпіонат світу 2015 року.

### Голи за збірну
| Гол   | Дата       | Місце              | Суперник  | #   | Рахунок | Результат | Змагання                        |
| ----- | ---------- | ------------------ | --------- | --- | ------- | --------- | ------------------------------- |
| гол 1 | 2014-03-10 | Сантьяго, Чилі     | Венесуела | 1.1 | 3-0     | 5-0       | Південноаамериканські ігри 2014 |
| гол 2 | 2014-03-12 | Сантьяго, Чилі     | Колумбія  | 1.1 | 1-0     | 2-1       | Південноаамериканські ігри 2014 |
| гол 3 | 2014-03-16 | Сантьяго, Чилі     | Венесуела | 2.1 | 1-0     | 2-0       | Південноаамериканські ігри 2014 |
| гол 4 | 2015-03-09 | Паршал, Португалія | Німеччина | 1.1 | 1-1     | 1-3       | Кубок Алгарве 2015              |
| гол 5 | 2017-04-09 | Манаус, Бразилія   | Болівія   | 1.1 | 4-0     | 6-0       | Товариський матч                |
| гол 6 | 2017-07-31 | Сан-Дієго, США     | США       | 1.1 | 2-1     | 3-4       | Турнір Націй 2017               |
| гол 7 | 2017-10-19 | Чунцин, Китай      | Мексика   | 1.1 | 2-0     | 3-0       | Міжнародний турнір Янчуан 2017  |

## Особисте життя
Прихожанка Церкви Ісуса Христа Святих останніх днів. Також володіє дипломом фізіотерапевта, який навчався в Католицькому університеті Дом Боско в Кампу-Гранді.
У 2015 році про Бруну у своєму реп-треку згадав Лучано D10, завдяки чому вона стала першою гравчинею у жіночому футболі, про яку з'явилася згадка в піснеі. У треку «Capitã Bruna Benites» розповідається про кар'єру та титули, завойовані спортсменкою у 2014 році.